# Piper darienense
Piper darienense  es una especie botánica de planta con flor en la familia de las  Piperaceae.

## Descripción
Son arbustos o sufrútices, que alcanzan un tamaño de 0.7–1 m de largo,  laxamente ramificados; tallos verde pálidos, con entrenudos 4–12 cm de largo, estriados, papilados, glabros. Hojas uniformes en forma y tamaño a lo largo de todos los ejes, simétricas, elíptico-ovadas a lanceoladas, de 8–17   cm de largo y   5–9   cm de ancho, ápice acuminado, base equilátera, obtusa o cuneada. Inflorescencias erectas en todos los estadios, blancas en la antesis, verdes en fruto, pedúnculo 0.4–0.6 cm de largo, glabro,  flores laxamente agrupadas en el raquis sin formar bandas alrededor de la espiga, sésiles. Frutos ovoides, 2.5–3.5 mm de largo, apiculados y/o con un estilo corto, 3–4-sulcados, papilados, verde-cafés cuando secos.

## Usos
Su nombre común en Panamá es  Duermeboca, de donde es endémica. En la región del Chocó, la sp. se usa como veneno para peces. Los originarios Kuna, nación indígena de Panamá y de  Colombia, los llaman Kana,  y lo usan en el baño, para picaduras de víboras, y para resfríos.

## Taxonomía
Piper darienense fue descrita por Anne Casimir Pyrame de Candolle y publicado en Prodromus Systematis Naturalis Regni Vegetabilis 16(1): 374. 1869.
Sinonimia
- Piper acuminatissimum C. DC.
- Piper dariense C. DC.
- Piper fagopyricarpum Trel.
- Piper laxispicum Trel.
- Piper laxispicum var. latifolium C. DC. ex Trel.
- Piper permarii Trel.[3]